# أنديرس هانسون (منافس ألعاب قوى)
أنديرس هانسون هو منافس ألعاب قوى سويدي، ولد في 10 مارس 1992.

## وصلات خارجية
- أنديرس هانسون على موقع الاتحاد الدولي لألعاب القوى (الإنجليزية)